# Joseph Louis Andlauer
Pour les articles homonymes, voir Andlauer.
Joseph Louis Marie Andlauer, né le 19 mai 1869 à Fontenay-le-Vicomte et mort le 7 février 1956 à Paris, est un général français.

## Biographie
Issu d'une famille originaire d'Andlau, en Alsace, son père était organiste à l'église catholique.

## Descendants
- Jacques François Eugène 1899-1918 (Médaille militaire, Croix de guerre), mort pour la France à 19 ans, le 22 octobre 1918.
- Philippe Marie Joseph 1900-1944 (Légion d’honneur, Médaille militaire, Croix de guerre), esprit entreprenant et dessinateur, mort lentement en 1944 des suites de son gazage au Front en 1918.
- Maurice Auguste 1902-1981 (Légion d’honneur, Croix de guerre, Médaille de la Résistance avec rosette), chef de réseau pendant la guerre de 39, aux actes partagés dans la résistance avec son épouse Joséphine née Bachasse Dufier (Médaille de la Résistance).
- Pierre Henri 1904-1990 (Légion d’honneur, Croix de guerre, Médaille coloniale), aviateur en Indochine, puis planteur, puis agrumiculteur au Maroc.
- Gabrielle Jeanne 1909-1998, sœur attentive, au sourire inégalable, épatante à tous points de vue, disponible et discrète, qui sera toujours ce formidable trait d’union au sein de la fratrie, entre familles et continents, nécessités et dénuements.
- Louis Jacques Victor 1919-1999 (Légion d’honneur, Compagnon de la Libération, Croix de guerre, Croix de la Valeur militaire, Médaille de la Résistance avec rosette, Distinguished Flying Cross), aviateur aux mérites de légende, partageant avec ses aînés cette égale capacité à exprimer sans dire.

## Carrière

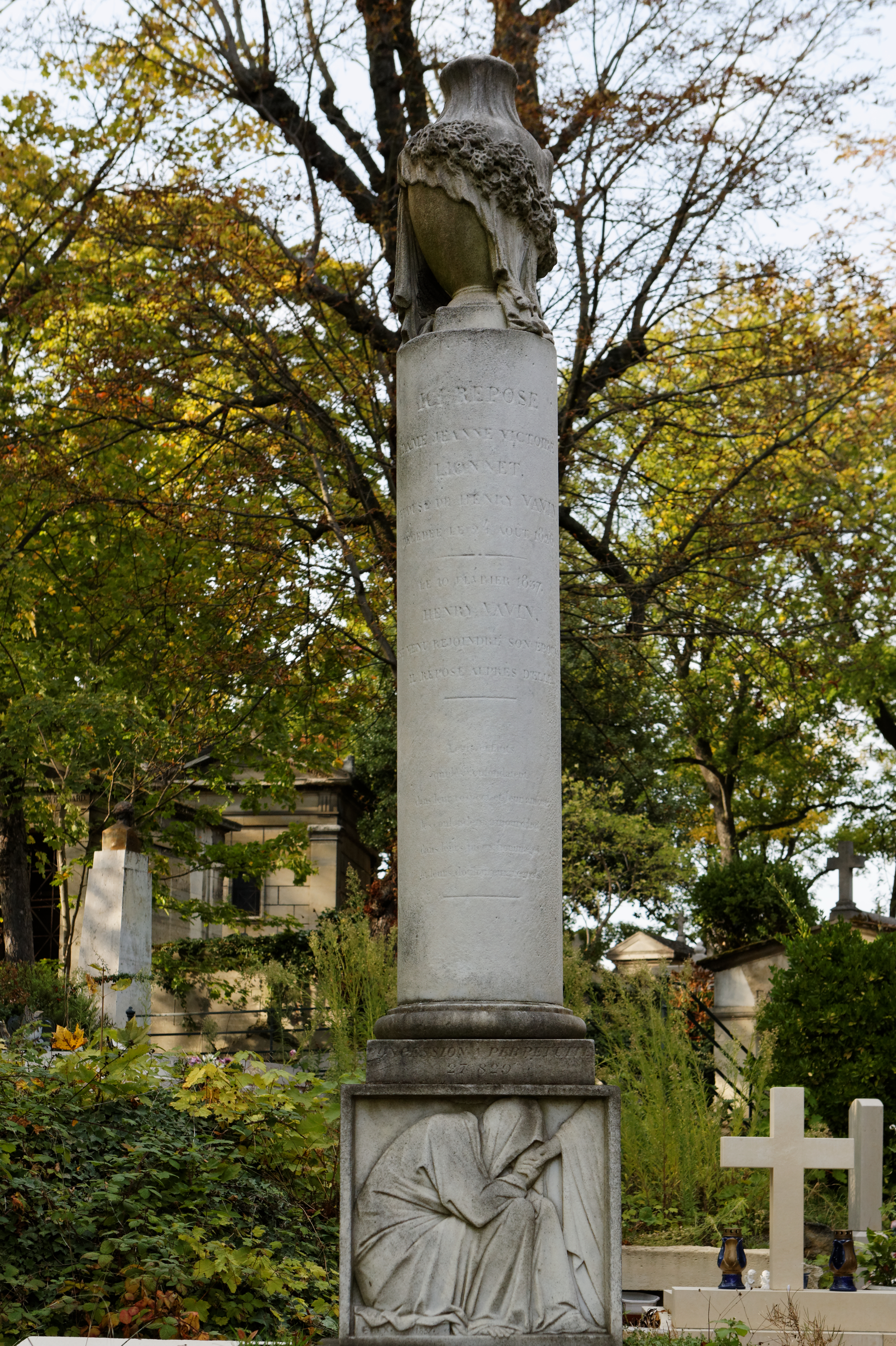
Tombe de famille où est inhumé le général Andlauer, cimetière du Père Lachaise

- Élève de Saint-Cyr de 1887 à 1889 - Promotion de Tombouctou.
- 1er octobre 1889 : Sous-lieutenant
- 19 octobre 1891 : Lieutenant
- 30 novembre 1895 : Capitaine
- : Chef de bataillon
- 1914 : Lieutenant-colonel
- : Colonel
- 1916 : Général de brigade.
- : Général de division
- Général ayant rang de commandant d'armée et appellation de Général de corps d'armée
- Non rappelé à l'activité lors de la Seconde Guerre mondiale.

## Postes
- 1889-1891 : 1er régiment d'infanterie de marine
- 1891-1893 : Hors cadre, État-major du Soudan français
- 1893-1894 : régiment de tirailleurs soudanais
- 1894-         : 8e régiment d’infanterie de marine

...
- 1er novembre 1914  - 5 novembre 1914 : Chef de corps du 305e Régiment d'Infanterie
- 5 novembre 1914 - 20 juin 1916 : Commandant la 126e brigade d'infanterie
- 20 juin 1916 - 2 juillet 1917 : Commandant la 63e Division d'infanterie.
- 12 décembre 1917 - 17 février 1919 : Commandant la 18e Division d'infanterie.

…
- 17 février 1919-20 novembre 1919: Administrateur supérieur de la Sarre
le général Andlauer fut nommé, par la volonté du maréchal Foch, administrateur supérieur du territoire de la Sarre. C’est donc à lui que revint, dans les mois suivants, la mise en place de la vie quotidienne des troupes d’occupation, composées pour l’essentiel de la 127e DI : organisation des cantonnements, contrôle de la circulation et des communications, renseignement, maintien de l’ordre ; une attention spéciale fut portée au bassin minier, agité dès le mois de mars par des mouvements de grève[1].
- 4 avril 1921 - 1er janvier 1924: Commandant la 18e Division d’infanterie.

...
- Mai 1946, Président de l’Association française de la Sarre[note 2]

## Décorations

### Placard
|  |  |  |  |
|  |  |  |  |

### Décorations française
- Légion d’honneur[2]
  - Chevalier (7 février 1894)
  - Officier (13 juillet 1915)
  - Commandeur (12 octobre 1918)
  - Grand Officier (28 décembre 1928)
  - Grand-croix de la Légion d'honneur (14 décembre 1949)
- Croix de Guerre 14-18
- Médaille Interalliée de la Victoire.
- Médaille commémorative de la guerre 1914-1918.
- Médaille coloniale avec agrafe "Soudan";

### Décorations Étrangères importantes
- Distinguished Service Medal (États-Unis)